# 14097 Capdepera
14097 Capdepera eller 1997 PU4 är en asteroid i huvudbältet, som upptäcktes 11 augusti 1997 av de båda spanska astronomerna Ángel López Jiménez och Rafael Pacheco vid Mallorca-observatoriet. Den är uppkallad efter Capdepera på ön Mallorca.